# Ă
Ă (minuskel: ă) er et bogstav, der i dag bruges på rumænsk, vietnamesisk og tjuvasjisk. Tegnet blev før 1972 brugt på malaysisk.
Bogstavet er et A med en breve.
Bogstavet bruges også i forbindelse med translitterationen af det bulgarske bogstav Ъ/ъ.

## Rumænsk
Ă er det andet bogstav i det rumænske alfabet og har lyden /ə/. Bogstavet kan stå som den eneste vokal i et ord og have et tryk.

## Vietnamesisk
På vietnamesisk er Ă det andet bogstav i alfabetet og kendetegner en kort vokal. Bogstavet udtales /a/. Man skal dog være opmærksom på, at vietnamesisk er et tonesprog, og derfor kan flere diakritiske tegn tilføjes over bogstavet.

## Tjuvasjisk
Tjuvasjisk, der er et sprog i republikken Tjuvasjien i Rusland, er Ă det andet bogstav i sprogets kyrilliske alfabet.

## Malaysisk
Før 1972 i malaysisk retskrivning et bogstav i alfabetet. Bogstavet blev kun brugt i slutningen af ordets stamme. Ă blev i 1972 udskiftet med A.